# Torneio Pré-Olímpico de Voleibol Masculino de 2020 - NORCECA
O Torneio Pré-Olímpico de Voleibol Masculino da NORCECA de 2020 ocorreu de 10 a 12 de janeiro de 2020, em Vancouver, Canadá.O campeão deste torneio obteve a qualificação para os referidos jogos olímpicos, e tal promoção foi alcançada pelo Canadá que finalizou na primeira colocação geral.

## Formato de disputa
Para a classificação dentro do grupo na primeira fase, o placar de 3-0 garantiu cinco pontos e nenhum para a equipe derrotada,  3-1 garantiu quatro pontos  para a equipe vencedora e e um para a perdedora; já o placar de 3-2 garantiu três pontos para a equipe vencedora e dois para a perdedora.
Na fase única os quatro times do grupo se enfrentam e o primeiro colocado obtém a qualificação olímpica.

## Local dos jogos
| Todas as partidas  |
| ------------------ |
| Vancouver          |
| Pacific Coliseum   |
|                    |
| Capacidade: 16 281 |

## Equipes participantes
As seguintes seleções foram qualificadas para a disputa do Pré-Olímpico NORCECA 2020:
| Equipe     | Qualificação                      | Posição |
| ---------- | --------------------------------- | ------- |
| Cuba       | Copa dos Campeões NORCECA de 2019 | 1º      |
| Canadá     | Campeonato NORCECA de 2019        | 3º      |
| México     | Campeonato NORCECA de 2019        | 4º      |
| Porto Rico | Campeonato NORCECA de 2019        | 5º      |

## Quadrangular
|     |            |     | Jogos | Jogos | Jogos | Resultados | Resultados | Resultados | Resultados | Resultados | Resultados | Sets | Sets | Sets  | Pontos | Pontos | Pontos |
| Pos | Equipe     | Pts | T     | V     | D     | 3–0        | 3–1        | 3–2        | 2–3        | 1–3        | 0–3        | V    | P    | R     | V      | P      | R      |
| --- | ---------- | --- | ----- | ----- | ----- | ---------- | ---------- | ---------- | ---------- | ---------- | ---------- | ---- | ---- | ----- | ------ | ------ | ------ |
| 1   | Canadá     | 13  | 3     | 3     | 0     | 2          | 0          | 1          | 0          | 0          | 0          | 9    | 2    | 4.500 | 259    | 190    | 1.363  |
| 2   | Cuba       | 11  | 3     | 2     | 1     | 1          | 1          | 0          | 1          | 0          | 0          | 8    | 4    | 2.000 | 268    | 249    | 1.076  |
| 3   | Porto Rico | 6   | 3     | 1     | 2     | 1          | 0          | 0          | 0          | 1          | 1          | 4    | 6    | 0.667 | 178    | 220    | 0.809  |
| 4   | México     | 0   | 3     | 0     | 3     | 0          | 0          | 0          | 0          | 0          | 3          | 0    | 9    | 0.000 | 206    | 252    | 0.817  |

- Horário UTC−08:00

| Data   | Hora  |               | Placar |            | Set 1 | Set 2 | Set 3 | Set 4 | Set 5 | Total  | Relatório |
| ------ | ----- | ------------- | ------ | ---------- | ----- | ----- | ----- | ----- | ----- | ------ | --------- |
| 10 Jan | 18:30 | 'Canadá '     | 3–0    | México     | 25–16 | 25–14 | 25–17 |       |       | 75–47  | 75–47     |
| 10 Jan | 20:30 | 'Cuba '       | 3–0    | Porto Rico | 25–18 | 25–14 | 25–19 |       |       | 75–51  | 75–51     |
| 11 Jan | 15:30 | 'Porto Rico ' | 3–0    | México     | 26–24 | 25–23 | 25–23 |       |       | 76–70  | 76–70     |
| 11 Jan | 18:00 | 'Canadá '     | 3–2    | Cuba       | 22–25 | 22–25 | 25–12 | 25–21 | 15–9  | 109–92 | 109–92    |
| 12 Jan | 14:00 | 'Cuba '       | 3–1    | México     | 26–28 | 25–20 | 25–20 | 25–21 |       | 101–89 | 101–89    |
| 12 Jan | 16:00 | 'Canadá '     | 3–0    | Porto Rico | 25–21 | 25–15 | 25–15 |       |       | 75–51  | 75–51     |

## Classificação final
| Posição | Equipe     |
| ------- | ---------- |
| 1       | Canadá     |
| 2       | Cuba       |
| 3       | Porto Rico |
| 4       | México     |

|  | Qualificado para a Olimpíada Tóquio 2020 |

## Prêmios individuais
Os destaques individuais do torneio foram:
| MVP (Most Valuable Player) | Blair Cameron Bann | Canadá     |
| Oposto                     | Maurice Torres     | Porto Rico |
| 1ª Ponteiro                | Stephen Maar       | Canadá     |
| 2ª Ponteiro                | John Gordon Perrin | Canadá     |
| 1ª Central                 | Arthur Szwarc      | Canadá     |
| 2ª Central                 | Liván Osoria       | Cuba       |
| Levantador                 | Jay Blankenau      | Canadá     |
| Líbero                     | Arnel Cabrera      | Porto Rico |
| Melhor pontuador           | Stephen Maar       | Canadá     |
| Melhor recepção            | Blair Cameron Bann | Canadá     |
| Melhor defesa              | Jesús Rangel       | México     |
| Melhor saque               | Miguel Ángel López | Cuba       |